# Diplomantka (Brno)
Diplomantka, nazývaná také Studentka či Studentka techniky, je vysoká bronzová plastika před Fakultou strojního inženýrství Vysokého učení technického v Brně v části Královo Pole města Brna a na Moravě.

## Historie a popis
Plastika je umístěna na brněnské ulici Technická, před vstupem na Fakultu strojního inženýrství. Hlavním autorem plastiky  je český komunistický politik, profesor, sochař a národní umělec Miloš Axman. Na díle se také autorsky podíleli Štěpán Axman, Tomáš Waller, Alexandr Holata a Milan Moráň. Investorem díla bylo tehdejší Ředitelství školské výstavby. 
Plastika, která byla postavena v roce 1986, je odlita z bronzu a představuje dívku - diplomantku v nadživotní velikosti, která stojí v kontrapostu, má dlouhé vlasy a je oblečena ve volných splývavých šatech. Dívka drží v pravé ruce a na prsou stočený vysokoškolský diplom úspěšného studia, který je ukrytý v tubusu. Na tubus se v mírném úklonu dívá a v levé ruce má ratolest, snad vavřínovou. Plastika vyjadřuje slavnostní chvíle absolventů po promocích. Šířka sochy je 1 m a výška 3 m. Dílo je umístěno na žulovém soklu ve tvaru kvádru. Na malém bronzovém podstavci se vzadu nachází signatura: „M. AXMAN 1986, LIL: AXWAL“.

## Galerie

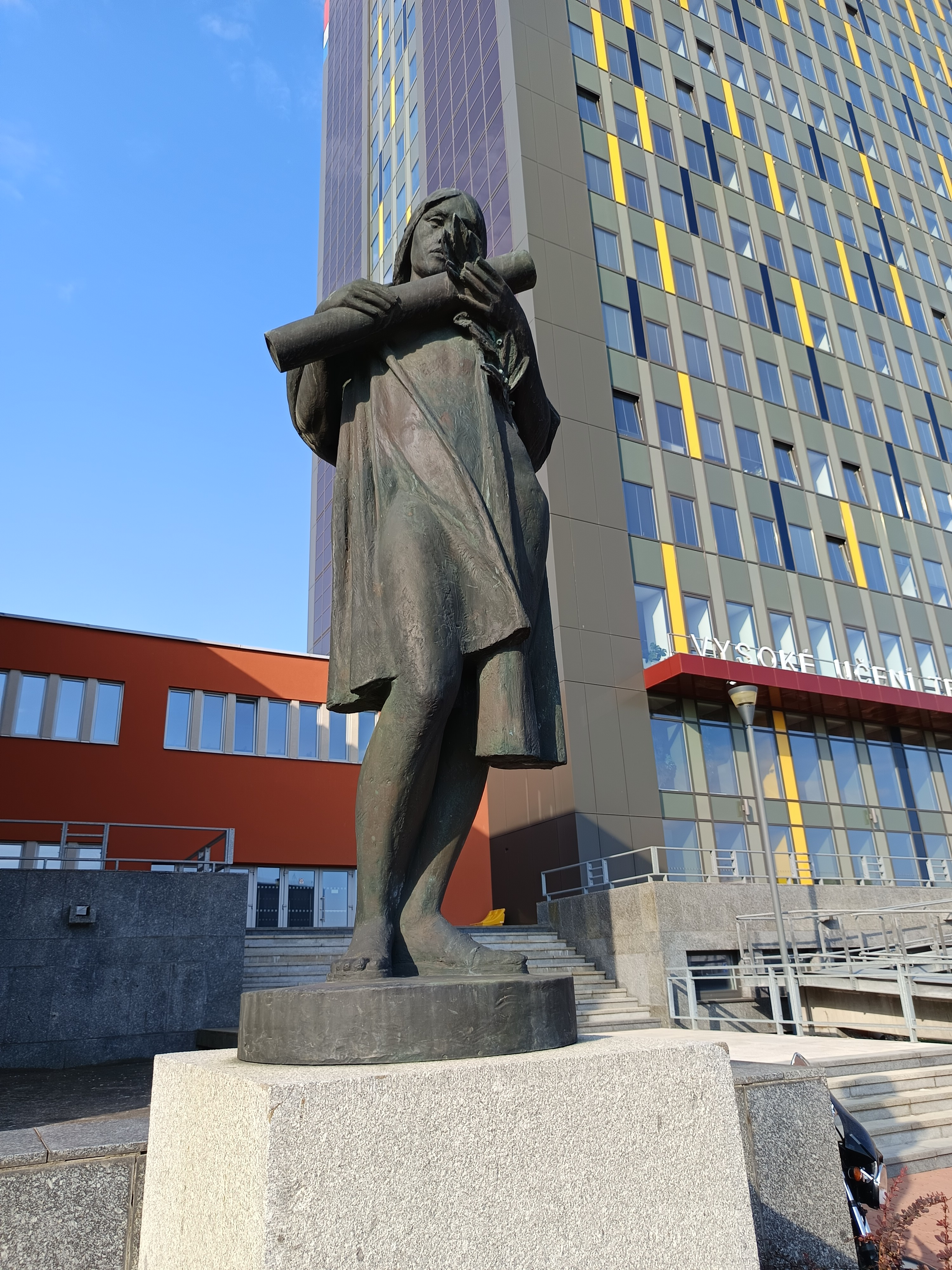
Čelní podhled díla